# Goldene Himbeere 1993
Die Goldene Himbeere 1993 (engl.: 13th Golden Raspberry Awards) wurde am 28. März 1993, dem Vorabend der Oscarverleihung, im Hollywood Roosevelt Hotel in Hollywood, Kalifornien verliehen.
Die meisten Auszeichnungen teilten sich die Filme Wie ein Licht in dunkler Nacht und Stop! Oder meine Mami schießt!. Die meisten Nominierungen erhielt zuvor Bodyguard. Der Film mit Kevin Costner und Whitney Houston erhielt jedoch letztlich keine Goldene Himbeere.

## Preisträger und Nominierungen
Es folgt die komplette Liste der Preisträger und Nominierten.
| Kategorien                     | Nominierte | Nominierte |
| ------------------------------ | --- | --- |
| Schlechtester Film             | | Carol Baum und Howard Rosenman – Wie ein Licht in dunkler Nacht (Shining Through)                                      |
| Schlechtester Film             | Kevin Costner, Lawrence Kasdan und Jim Wilson – Bodyguard (The Bodyguard)                                           | |
| Schlechtester Film             | Michael Finnell – Die Zeitungsjungen (Newsies)                                                                      | |
| Schlechtester Film             | Charles Roven, Tony Thomas und Paul Junger Witt – Eiskalte Leidenschaft (Final Analysis)                            | |
| Schlechtester Film             | Alexander Salkind und Ilya Salkind – Christopher Columbus – Der Entdecker (Christopher Columbus: The Discovery)     | |
| Schlechtester Schauspieler     | Sylvester Stallone                                                                                                  | Sylvester Stallone – Stop! Oder meine Mami schießt! (Stop! Or My Mom Will Shoot!)                                      |
| Schlechtester Schauspieler     | Sylvester Stallone                                                                                                  | Kevin Costner – Bodyguard (The Bodyguard)                                                                              |
| Schlechtester Schauspieler     | Sylvester Stallone                                                                                                  | Michael Douglas – Basic Instinct und Wie ein Licht in dunkler Nacht (Shining Through)                                  |
| Schlechtester Schauspieler     | Sylvester Stallone                                                                                                  | Jack Nicholson – Jimmy Hoffa (Hoffa) und Man Trouble – Auf den Hund gekommen (Man Trouble)                             |
| Schlechtester Schauspieler     | Sylvester Stallone                                                                                                  | Tom Selleck – Eine ganz normal verrückte Familie (Folks!)                                                              |
| Schlechteste Schauspielerin    | Melanie Griffith | Melanie Griffith – Wie ein Licht in dunkler Nacht (Shining Through) und Sanfte Augen lügen nicht (A Stranger Among Us) |
| Schlechteste Schauspielerin    | Melanie Griffith | Kim Basinger – Cool World und Eiskalte Leidenschaft (Final Analysis)                                                   |
| Schlechteste Schauspielerin    | Melanie Griffith | Lorraine Bracco – Medicine Man – Die letzten Tage von Eden (Medicine Man) und Spuren von Rot (Traces of Red)           |
| Schlechteste Schauspielerin    | Melanie Griffith | Whitney Houston – Bodyguard (The Bodyguard)                                                                            |
| Schlechteste Schauspielerin    | Melanie Griffith | Sean Young – Das gnadenlose Auge (Love Crimes)                                                                         |
| Schlechtester Nebendarsteller  | Tom Selleck | Tom Selleck – Christopher Columbus – Der Entdecker (Christopher Columbus: The Discovery)                               |
| Schlechtester Nebendarsteller  | Tom Selleck | Alan Alda – Stimmen im Dunkel (Whispers in the Dark)                                                                   |
| Schlechtester Nebendarsteller  | Tom Selleck | Marlon Brando – Christopher Columbus – Der Entdecker (Christopher Columbus: The Discovery)                             |
| Schlechtester Nebendarsteller  | Tom Selleck | Danny DeVito – Batmans Rückkehr (Batman Returns)                                                                       |
| Schlechtester Nebendarsteller  | Tom Selleck | Robert Duvall – Die Zeitungsjungen (Newsies)                                                                           |
| Schlechteste Nebendarstellerin | Estelle Getty | Estelle Getty – Stop! Oder meine Mami schießt! (Stop! Or My Mom Will Shoot)                                            |
| Schlechteste Nebendarstellerin | Estelle Getty | Ann-Margret – Die Zeitungsjungen (Newsies)                                                                             |
| Schlechteste Nebendarstellerin | Estelle Getty | Tracy Pollan – Sanfte Augen lügen nicht (A Stranger Among Us)                                                          |
| Schlechteste Nebendarstellerin | Estelle Getty | Jeanne Tripplehorn – Basic Instinct                                                                                    |
| Schlechteste Nebendarstellerin | Estelle Getty | Sean Young – Es war einmal ein Mord (Once Upon a Crime)                                                                |
| Schlechteste Regie             | David Seltzer | David Seltzer – Wie ein Licht in dunkler Nacht (Shining Through)                                                       |
| Schlechteste Regie             | David Seltzer | Danny DeVito – Jimmy Hoffa (Hoffa)                                                                                     |
| Schlechteste Regie             | David Seltzer | John Glen – Christopher Columbus – Der Entdecker (Christopher Columbus: The Discovery)                                 |
| Schlechteste Regie             | David Seltzer | Barry Levinson – Toys                                                                                                  |
| Schlechteste Regie             | David Seltzer | Kenny Ortega – Die Zeitungsjungen (Newsies)                                                                            |
| Schlechtestes Drehbuch         | | William Davies, William Osborne und Blake Snyder – Stop! Oder meine Mami schießt! (Stop! Or My Mom Will Shoot)         |
| Schlechtestes Drehbuch         | Cary Bates, John Briley und Mario Puzo – Christopher Columbus – Der Entdecker (Christopher Columbus: The Discovery) | |
| Schlechtestes Drehbuch         | Robert Berger und Wesley Strick – Eiskalte Leidenschaft (Final Analysis)                                            | |
| Schlechtestes Drehbuch         | Lawrence Kasdan – Bodyguard (The Bodyguard)                                                                         | |
| Schlechtestes Drehbuch         | David Seltzer – Wie ein Licht in dunkler Nacht (Shining Through)                                                    | |
| Schlechtester Newcomer         | Pauly Shore | Pauly Shore – Steinzeit Junior (Encino Man)                                                                            |
| Schlechtester Newcomer         | Pauly Shore | Georges Corraface – Christopher Columbus – Der Entdecker (Christopher Columbus: The Discovery)                         |
| Schlechtester Newcomer         | Pauly Shore | Kevin Costners Stoppelhaarschnitt – Bodyguard (The Bodyguard)                                                          |
| Schlechtester Newcomer         | Pauly Shore | Whitney Houston – Bodyguard (The Bodyguard)                                                                            |
| Schlechtester Newcomer         | Pauly Shore | Sharon Stone mit ihrem „Tribut an Theodore Cleaver“ – Basic Instinct                                                   |
| Schlechtester Song             | | High Times, Hard Times aus Die Zeitungsjungen (Newsies) – Alan Menken und Jack Feldman                                 |
| Schlechtester Song             | Book of Days aus In einem fernen Land (Far and Away) – Enya und Roma Ryan                                           | |
| Schlechtester Song             | Queen of the Night aus Bodyguard (The Bodyguard) – Whitney Houston, L.A. Reid, Babyface und Daryl Simmons           | |